# Garphyttans nationalpark

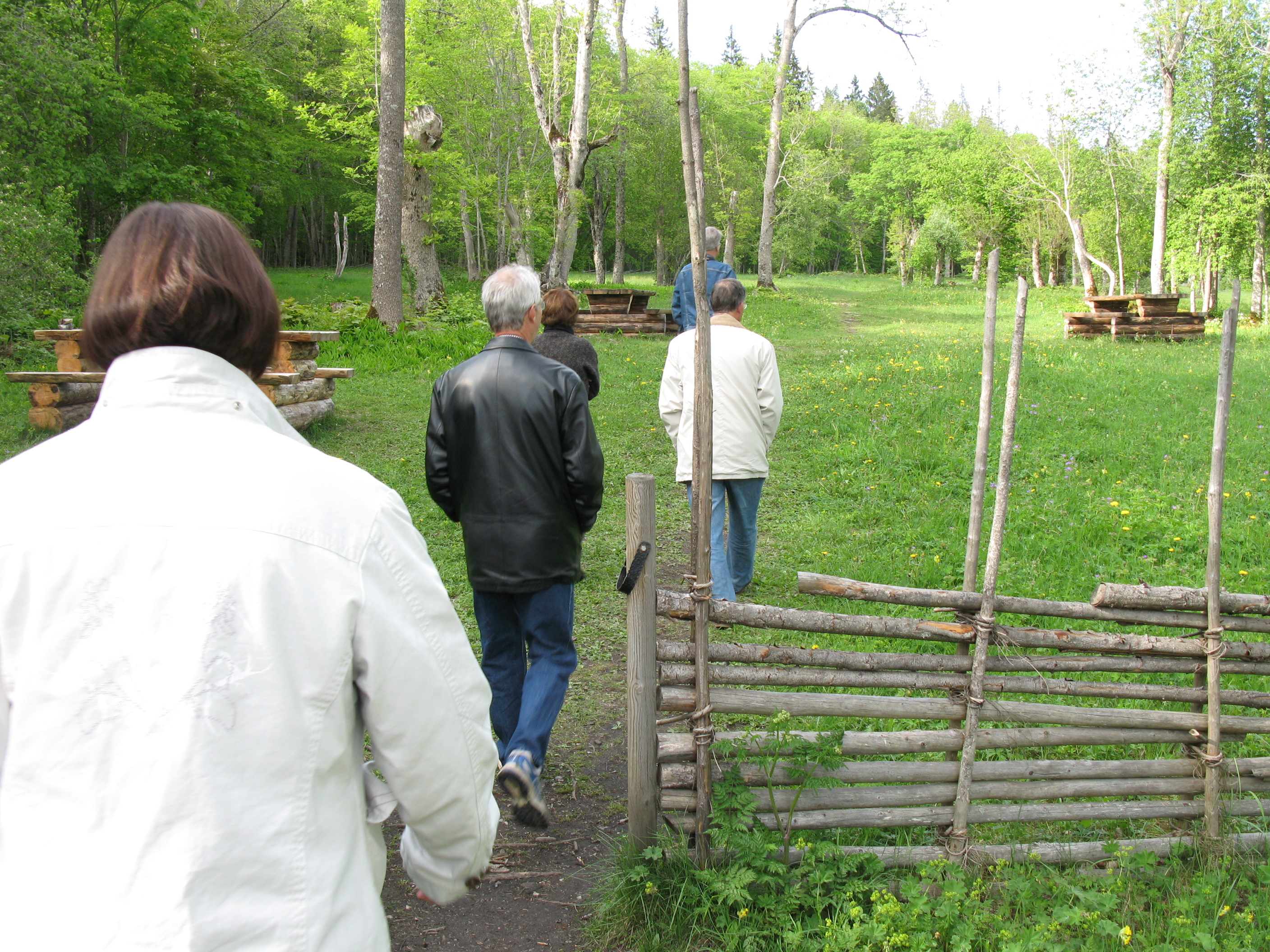
Från Garphyttans nationalpark.

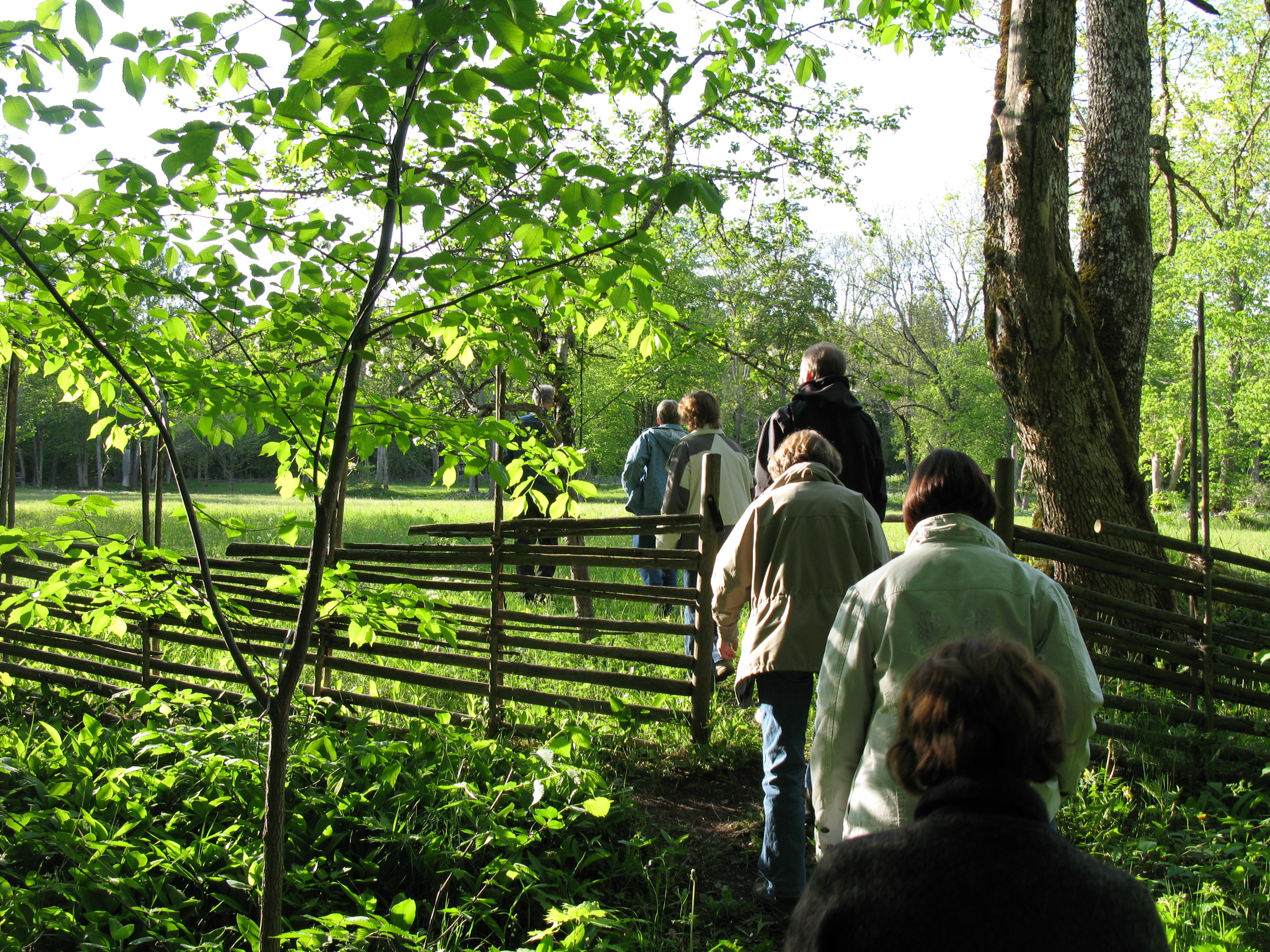
Från Garphyttans nationalpark.

Garphyttan är en nationalpark vid Kilsbergens östra sluttning i Lekebergs kommun, nära Svenshyttan. Nationalparkens areal är 111 hektar (1,11 kvadratkilometer) och den inrättades 1909 då Riksdagen avsatte mark till nio nationalparker, de första i Europa.
Området utgörs i princip av ägorna till den tidigare bergsmansgården Östra gården, en av fyra bergsmansgårdar i Svenshyttan. Parken består av artrik ängsmark och omkringliggande naturskog. Efter att nationalparken hade bildats, lämnades ängsmarken orörd, vilket ledde till att det värdefulla kulturlandskapet växte igen. Senare återupptogs slåttern och ängarna har kunnat återställas.
Skogsmarken som ingår i parken kalhöggs under 1870-talet. Vid parkens bildande sågs den hårt brukade skogsmarken inte som ideal för avsättning till nationalpark, men man hoppades att den näringsrika kalkhaltiga jorden skulle innebära en snabb återväxt. Sedan nationalparkens bildande lämnas skogen att fritt utvecklas.
Sevärdheter: De blomsterrika gamla odlingsmarkerna, det rika fågellivet och utsikten från Svensbodaberget.

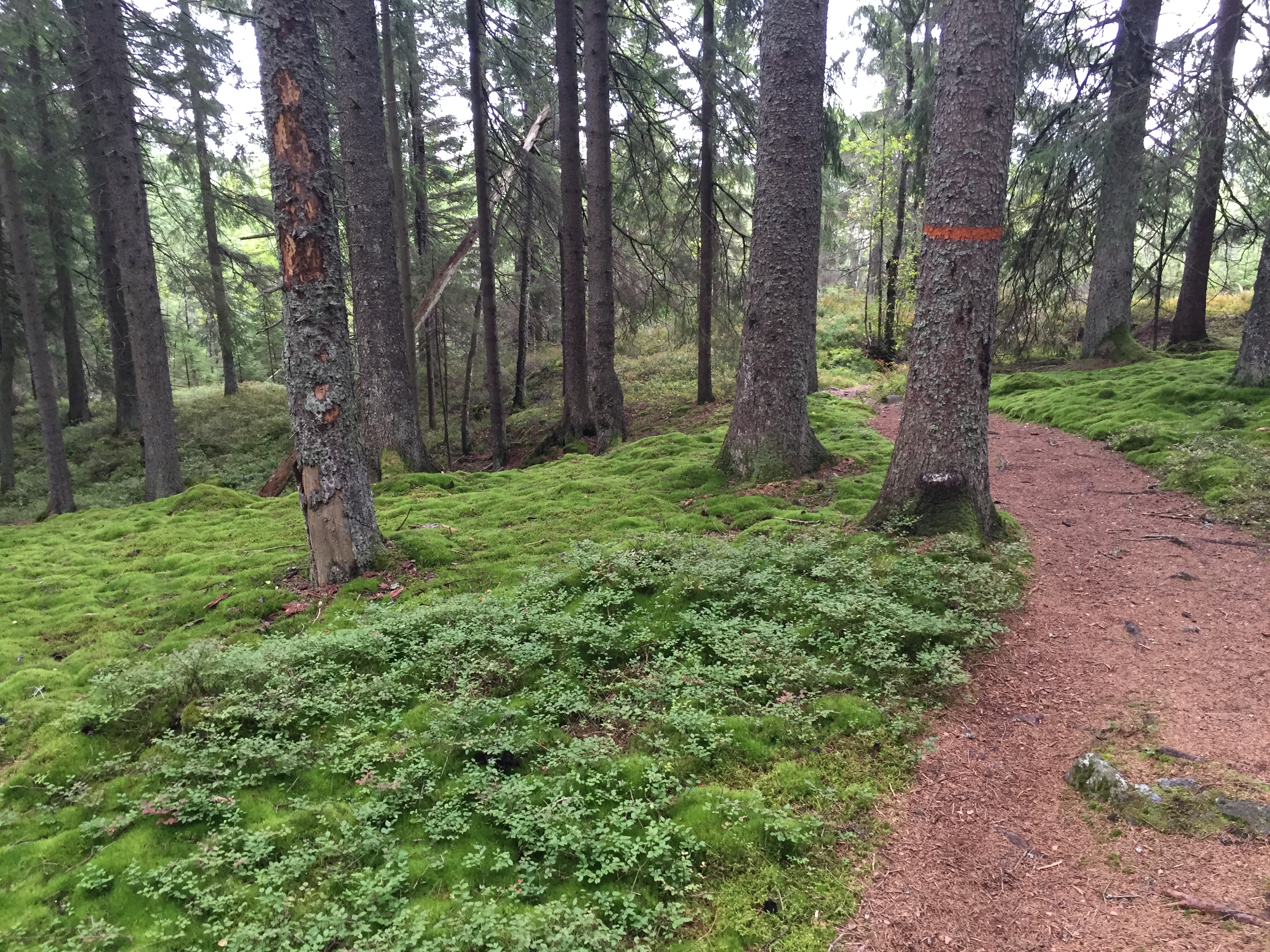
I folkmun kallas denna plats, utsikten för "ättestupa"